# Маріка ангольська
Ма́ріка ангольська (Cinnyris oustaleti) — вид горобцеподібних птахів родини нектаркових (Nectariniidae). Мешкає в Центральній Африці. Вид названий на честь французького зоолога Еміля Устале.

## Підвиди
Виділяють два підвиди:
- C. o. oustaleti (Barboza du Bocage, 1878) — захід центральної Анголи;
- C. o. rhodesiae Benson, 1955 — північно-східна Замбія і західна Танзанія.

## Поширення і екологія
Ангольські маріки мешкають в Анголі, Замбії, Малаві і Танзанії. Вони живуть в саванах і чагарникових заростях. 